# Joseph Langer

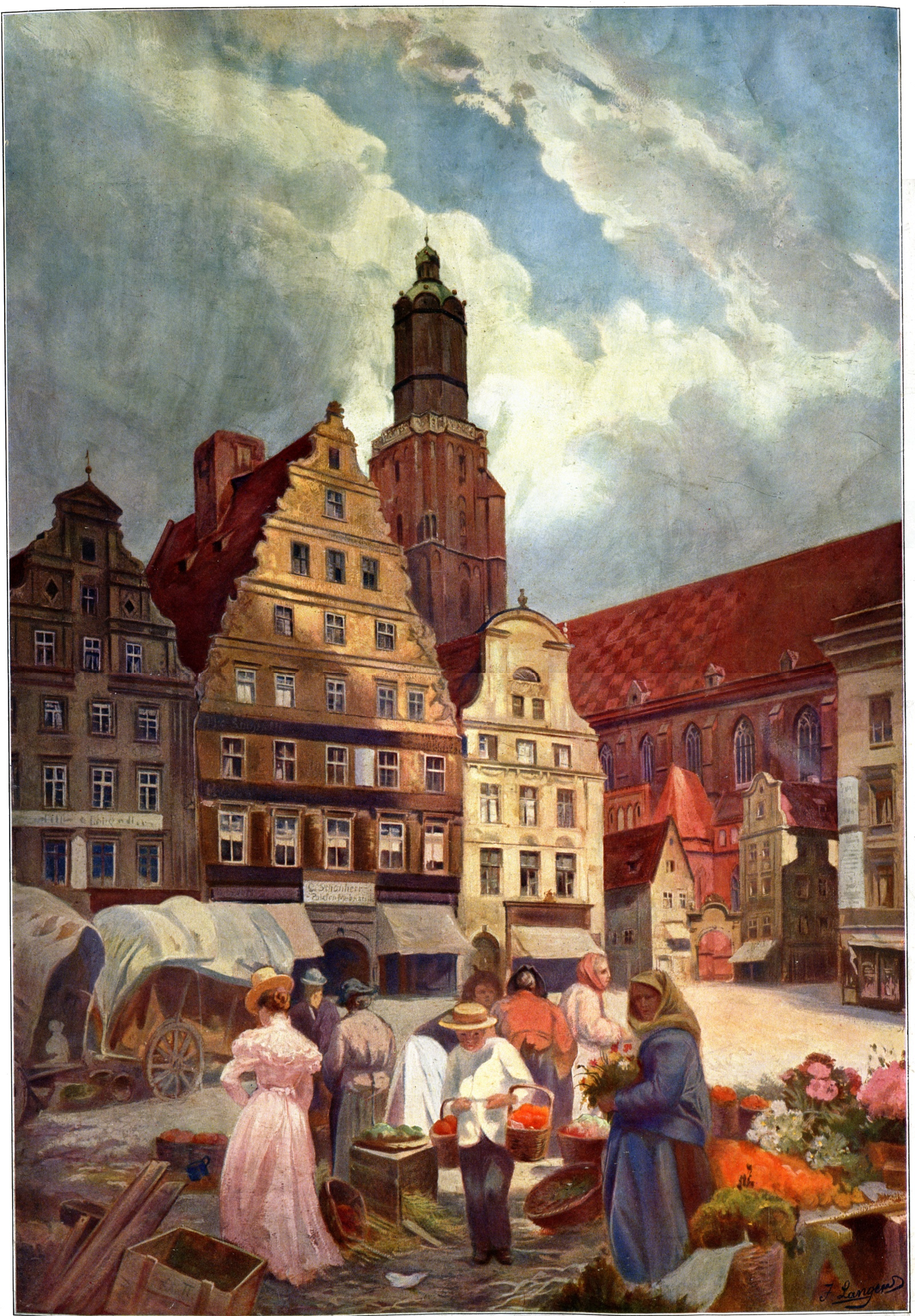
Joseph Langer: wrocławski rynek z kościołem św. Elżbiety

Joseph Langer (ur. 25 marca 1865 w Ziębicach, zm. 3 grudnia 1918 we Wrocławiu) – niemiecki artysta malarz i konserwator dzieł sztuki czynny głównie we Wrocławiu; podróżnik oraz kolekcjoner.

## Życiorys
Podstaw malarstwa uczył się w Ząbkowicach Śląskich i Ziębicach. W 1883 rozpoczął naukę w Królewskiej Szkole Sztuk i Rzemiosła Artystycznego we Wrocławiu, a w 1886 na stałe osiedlił się we Wrocławiu. Autor wielu malowideł sztalugowych i ściennych oraz konserwacji ściennego malarstwa głównie barokowego (m.in. Aula Leopoldina). W 1910 r. wykonał zachowane do dziś malowidła ścienne w gabinecie rektorskim Uniwersytetu Wrocławskiego. Od 1894 wykładowca w Królewskiej Szkole Sztuk i Rzemiosła Artystycznego we Wrocławiu przekształconej w 1911 r. w Państwową Akademię Sztuki i Rzemiosła Artystycznego we Wrocławiu.
Bogatą kolekcję jego prac oraz zbiory antykwaryczne przekazała w 1937 ziębickiemu muzeum wdowa Marta Langer Schlaffke. Są one prezentowane w Muzeum Domu Śląskiego w Ziębicach.